# Liste der Kulturdenkmäler in Niederbrechen
Die folgende Liste enthält die in der Denkmaltopographie ausgewiesenen Kulturdenkmäler auf dem Gebiet des Ortsteils Niederbrechen der Gemeinde Brechen, Landkreis Limburg-Weilburg, Hessen.
Hinweis: Die Reihenfolge der Denkmäler in dieser Liste orientiert sich an der Anschrift, alternativ ist sie auch nach der Bezeichnung, der vom Landesamt für Denkmalpflege vergebenen Nummer oder der Bauzeit sortierbar.
Kulturdenkmäler werden fortlaufend im Denkmalverzeichnis des Landes Hessen durch das Landesamt für Denkmalpflege Hessen auf Basis des Hessischen Denkmalschutzgesetzes (HDSchG) geführt. Die Schutzwürdigkeit eines Kulturdenkmals hängt nicht von der Eintragung in das Denkmalverzeichnis des Landes Hessen oder der Veröffentlichung in der Denkmaltopographie ab.

| Bild                | Bezeichnung                                            | Lage                                                                              | Beschreibung | Bauzeit                | Objekt-Nr. |
| ------------------- | ------------------------------------------------------ | --------------------------------------------------------------------------------- | --- | ---------------------- | ---------- |
| weitere Bilder      | Bahnhofsgebäude                                        | Bahnhofstraße 32 LageFlur: 79, Flurstück: 34                                      | | 1875                   | 50855 DDB  |
|                     |                                                        | Bergstraße 3/5 LageFlur: 73, Flurstück: 167/77, 167/88                            | | Anfang 18. Jahrhundert | 50857 DDB  |
| weitere Bilder      | Katholische Pfarrkirche St. Maximin                    | Bergstraße LageFlur: 73, Flurstück: 8/1                                           | | 1901                   | 50858 DDB  |
| Stadtmauerabschnitt | Stadtmauerabschnitt                                    | Bergstraße 7 LageFlur: 73, Flurstück: 90                                          | |                        | 50859 DDB  |
|                     |                                                        | Bergstraße 10 LageFlur: 73, Flurstück: 66/4                                       | | 1706                   | 50861 DDB  |
| weitere Bilder      | Wohnhaus                                               | Bergstraße 14 LageFlur: 73, Flurstück: 63                                         | | 1706                   | 50862 DDB  |
| weitere Bilder      | Wohnhaus                                               | Bergstraße 16 LageFlur: 73, Flurstück: 174/62                                     | | 1695 bis 1705          | 50863 DDB  |
| weitere Bilder      | Sachteil Holzkonsolen                                  | Bergstraße 23 LageFlur: 73, Flurstück: 55                                         | |                        | 90900 DDB  |
| weitere Bilder      | Wohnhaus                                               | Bergstraße 31 LageFlur: 73, Flurstück: 60                                         | | 1661                   | 50866 DDB  |
| weitere Bilder      | Wohnhaus                                               | Burgstraße 3 LageFlur: 73, Flurstück: 50                                          | | 1699                   | 50868 DDB  |
| weitere Bilder      | Wasserreservoir                                        | Langhecker Straße 6 LageFlur: 74, Flurstück: 152/1                                | | 1909                   | 50869 DDB  |
| weitere Bilder      | Wasserreservoir                                        | Langhecker Straße LageFlur: 74, Flurstück: 429/1                                  | | 1910                   | 50871 DDB  |
| weitere Bilder      | Bildstock                                              | Langhecker Straße Lage                                                            | beim Wasserreservoir | 2001 bis 2011          | 50879 DDB  |
| weitere Bilder      | Ehemalige Kollasmühle                                  | Gartenstraße 13 LageFlur: 78, Flurstück: 141/4                                    | Die 1766 errichtete Mühle liegt unterhalb des alten Orts am Emsbach und war die Hauptmühle Niederbrechens. Die in Mischbauweise angefügte langgezogene Stalltenne stammt aus dem 19. Jahrhundert. | 1766                   | 50892 DDB  |
| weitere Bilder      | Hausfigur                                              | Marktstraße 1 LageFlur: 76, Flurstück: 14/1                                       | | 1893                   | 50893 DDB  |
| weitere Bilder      | Wohnhaus                                               | Nikolausstraße 12 LageFlur: 76, Flurstück: 80                                     | | 1855 bis 1865          | 50896 DDB  |
| weitere Bilder      | Reste der Ringmauer                                    | Rathausstraße 8, Sackgasse 2/4 LageFlur: 76, Flurstück: 19/1,20/1, 21,101/5,102/5 | |                        | 50897 DDB  |
| weitere Bilder      | Altes Rathaus                                          | Rathausstraße 17 LageFlur: 73, Flurstück: 61                                      | | 1700                   | 50901 DDB  |
| weitere Bilder      | Bildstock am Rathaus                                   | Rathausstraße 17 LageFlur: 73, Flurstück: 61                                      | | Ende 18. Jahrhundert   | 50902 DDB  |
| weitere Bilder      |                                                        | Rathausstraße 19 LageFlur: 73, Flurstück: 47/1                                    | | 1680                   | 50903 DDB  |
| weitere Bilder      | Bildstock                                              | Villmarer Straße (gegenüber Berliner Straße) LageFlur: 74, Flurstück: 381         | |                        | 50904 DDB  |
| weitere Bilder      | Obertorturm (Gefangenenturm) und Stadtmauer            | Turmstraße LageFlur: 74, Flurstück: 168                                           | | 1379                   | 50905 DDB  |
| weitere Bilder      | Bildstock/Kruzifixus                                   | Villmarer Straße 30 Lage                                                          | | 1795 bis 1805          | 50906 DDB  |
| weitere Bilder      | Wohnhaus                                               | Wilhelmstraße 2 LageFlur: 73, Flurstück: 30                                       | | 1825 bis 1875          | 50907 DDB  |
|                     |                                                        | Wilhelmstraße 3 LageFlur: 73, Flurstück: 28                                       | | 1725 bis 1775          | 50911 DDB  |
| weitere Bilder      |                                                        | Wilhelmstraße 7 LageFlur: 73, Flurstück: 26                                       | |                        | 50908 DDB  |
| weitere Bilder      | Berger Kirche (Katholische Wallfahrtskirche St. Georg) | Ohne Anschrift LageFlur: 87, Flurstück: 5                                         | | 1025 bis 1075          | 50915 DDB  |
| Bild gesucht BW     | Gesamtanlage                                           | Gesamtanlage Niederbrechen Lage                                                   | | 1675 bis 1725          | 51631 DDB  |